# Quique Estebaranz
Juan Enrique Estebaranz López detto Quique (Madrid, 6 ottobre 1965) è un allenatore di calcio, dirigente sportivo ed ex calciatore spagnolo, di ruolo attaccante.

## Carriera

### Giocatore

#### Club
Dopo aver militato per un anno nelle giovanili dell'Atlético Madrid, trascorse quattro stagioni (dal 1984 al 1988) nelle file dell'Atlético Madrid B. Nella stagione 1988-1989 giocò con il Racing Santander, vincendo il Trofeo Pichichi (miglior capocannoniere) della Segunda División con 23 reti segnate. L'anno successivo passò al Club Deportivo Tenerife, restandovi per cinque stagioni; le sue prestazioni nel club delle isole Canarie contribuirono alla mancata vittoria del Real Madrid di due campionati spagnoli a favore del Barcellona (in particolare nella stagione 1992-1993, dove segnò nella partita vinta contro il Real Madrid per 3-2).
Nella stagione 1993-1994 si trasferì al Barcellona, con cui vinse la Primera División e disputò gli ultimi 20 minuti della finale di Champions League persa per 4-0 contro il Milan ad Atene.
Dopo la breve esperienza con i blaugrana, concluse la sua carriera calcistica giocando per il Siviglia, l'Extremadura, l'Ourense e la Gimnástica Segoviana.

#### Nazionale
Nel 1993 è stato convocato nella Nazionale di calcio della Spagna, disputando 3 incontri contro Lituania (2 giugno), Cile (8 settembre) ed Albania (22 settembre).

### Dirigente ed allenatore
Nel 2001 è ritornato all'Atletico Madrid, dirigendo le formazioni giovanili del club.
Nel 2005 (da febbraio a settembre) è stato l'allenatore del Club Deportivo Leganés.
Dal 2006 è il direttore della scuola calcio dell'Atlético Madrid.

## Statistiche

### Cronologia presenze e punti in nazionale
| Cronologia completa delle presenze e delle reti in nazionale ― Spagna | Cronologia completa delle presenze e delle reti in nazionale ― Spagna | Cronologia completa delle presenze e delle reti in nazionale ― Spagna | Cronologia completa delle presenze e delle reti in nazionale ― Spagna | Cronologia completa delle presenze e delle reti in nazionale ― Spagna | Cronologia completa delle presenze e delle reti in nazionale ― Spagna | Cronologia completa delle presenze e delle reti in nazionale ― Spagna | Cronologia completa delle presenze e delle reti in nazionale ― Spagna |
| Data                                                                  | Città                                                                 | In casa                                                               | Risultato                                                             | Ospiti                                                                | Competizione                                                          | Reti                                                                  | Note                                                                  |
| --------------------------------------------------------------------- | --------------------------------------------------------------------- | --------------------------------------------------------------------- | --------------------------------------------------------------------- | --------------------------------------------------------------------- | --------------------------------------------------------------------- | --------------------------------------------------------------------- | --------------------------------------------------------------------- |
| 2-6-1993                                                              | Vilnius                                                               | Lituania                                                              | 0 – 2                                                                 | Spagna                                                                | Qual. Mondiali 1994                                                   | -                                                                     | 60’                                                                   |
| 8-9-1993                                                              | Alicante                                                              | Spagna                                                                | 2 – 0                                                                 | Cile                                                                  | Amichevole                                                            | -                                                                     | 46’                                                                   |
| 22-9-1993                                                             | Tirana                                                                | Albania                                                               | 1 – 5                                                                 | Spagna                                                                | Qual. Mondiali 1994                                                   | -                                                                     | 51’                                                                   |
| Totale                                                                |                                                                       | Presenze                                                              | 3                                                                     |                                                                       | Reti                                                                  | 0                                                                     |                                                                       |

## Palmarès

### Club
Campionato spagnolo: 1 
Barcellona: 1993-1994

### Individuale
- Trofeo Pichichi (Segunda División): 1

1988-1989 (23 gol)